# Матяшев, Валентин Васильевич
Валентин Васильевич Матяшев (8 октября 1927 — 6 января 2008) — директор Научно-исследовательского института приборостроения имени В. В. Тихомирова с 1978 по 1998 годы, кандидат технических наук, профессор, лауреат Ленинской и Государственной премий.

## Биография
Родился в Пятигорске. Окончил Московский приборостроительный техникум по специальности «авиационное радиооборудование» (1946) и, без отрыва от производства — Всесоюзный заочный электротехнический институт связи (ВЗЭИС) (1962).
В 1947—1955 гг. работал в НИИ-17, с 1955 г. — в НИИП (Научно-исследовательский институт приборостроения имени В. В. Тихомирова): начальник комплексной лаборатории РЛС, начальник НИО, зам. главного конструктора, с 1975 главный инженер, в 1978—1998 директор, с 1998 главный специалист. Академик общественной Международной академии информатизации.
Под руководством В. В. Матяшева были созданы второе и третье поколение ЗРК серии «Бук»
Одними из самых значительных разработок под руководством Валентина Васильевича, стали системы управления вооружением (СУВ) «Комплекс активной защиты „Заслон“» для истребителя-перехватчика МиГ-31 и СУВ «Меч» для многоцелевого истребителя Су-27.
Почётный гражданин города Жуковский.
Ушёл из жизни 6 января 2008 года.